# SpaceX Dragon 2
SpaceX Dragon 2 är företaget SpaceXs rymdfarkost för transport av astronauter till och från Internationella rymdstationen (ISS), med hjälp av bärraketen Falcon 9 Block 5. Den första obemannade flygningen gjordes i mars 2019 följt av den första bemannade flygningen i maj 2020.
Kapseln skiljer sig något från tidigare rymdkapslar, då den räddningsraket som ska undsätta kapseln vid ett eventuellt haveri av bärraketen, är integrerad i kapseln.
Kapseln kommer i två versioner. En bemannad version, som kan bära upptill sju personer men den kan även flyga obemannad. Den kommer även i en obemannad version, denna saknar flera av de system som krävs för att transportera astronauter, detta gör att den kan bära mer last än sina föregångare.

## Explosion
Under ett test den 20 april 2019 inträffade en explosion och en kapsel totalförstördes.

## Första flygning
I mars 2019 gjorde den första obemannade flygningen med en Dragon 2 till Internationella rymdstationen.

## Första bemannade flygning
Första bemannade flygningen med en Dragon 2 till Internationella rymdstationen, påbörjades den 30 maj 2020.